# Rubycon
Albums de Tangerine Dream
Phaedra
(1974) Ricochet
(1975)
Rubycon est le sixième album du groupe Tangerine Dream, sorti en 1975.
Comme Phaedra sorti un an plus tôt, il repose en partie sur l'utilisation du séquenceur (en l'occurrence, le module 960 du Moog modulaire), qui permet de jouer automatiquement une suite de notes en boucle et de la modifier pendant qu'elle est jouée.
De nombreux autres instruments sont également utilisés, comme le piano préparé, l'orgue, le Mellotron, les VCS3 ainsi que la guitare électrique.
L'album sort en France avec un insert en français afin de promouvoir la tournée "Ricochet".
Rubycon est mentionné dans les ouvrages 1,000 Recordings to Hear Before You Die de Tom Moon, et Electro 100: Les albums essentiels des musiques électroniques d'Olivier Pernot.

## Titres
Toute la musique est composée par Franke, Froese et Baumann.
| 1.    | Rubycon - Part One | 17:18 |
| 2.    | Rubycon - Part Two | 17:35 |
| 34:53 |                    |       |

## Musiciens
- Edgar Froese - mellotron, guitare, VCS 3 sur "Rubycon, Part One" ; orgue, mellotron, guitare, gong et synthétiseur VCS 3 sur "Rubycon, Part Two"
- Christopher Franke - synthétiseur Moog, EMS Synthi A, orgue, Orgue Elka modifié et piano préparé  sur "Rubycon, première partie" ; synthétiseur Moog, gong, Synthi A et orgue sur "Rubycon, Part Two"
- Peter Baumann - orgue, EMS Synthi A, piano électrique (Fender Rhodes) et piano préparé sur "Rubycon, Part One" ; piano électrique (Fender Rhodes), orgue, EMS Synthi A, voice et ARP 2600 sur "Rubycon, Part Two"

## Utilisation
Le thème principal de la partie 1 de Rubycon a été utilisé comme générique du magazine scientifique de TF1 L'avenir du futur entre 1975 et 1987.